# Fred Davis (snookerzysta)
Fred Davis, MBE (13 sierpnia 1913 koło Chesterfield, Derbyshire, zm. 16 kwietnia 1998) – angielski snookerzysta .
Młodszy brat legendarnego mistrza, Joe. Śladem brata rozpoczynał karierę od mistrzostwa Anglii w bilardzie do lat 16 (1929), następnie zajął się zawodowym snookerem. Debiutował na mistrzostwach świata w 1937, odpadł jednak już w pierwszej rundzie; nauczony doświadczeniem, kontynuował karierę używając okularów (jego problemem była krótkowzroczność).
W 1938 dotarł do półfinału mistrzostw, ponownie rok później (porażka z bratem). W 1940 przegrał z Joe w finale, było to jednak najniższe ze wszystkich zwycięstw brata w finałach mistrzowskich (37:36). Okres II wojny światowej spędził w armii; w 1946 ponownie dotarł do półfinału snookerowych mistrzostw świata. W tym samym roku swój ostatni tytuł zdobył Joe Davis i zdecydował się na zakończenie kariery. Młodszy brat uchodził w oczach wielu fachowców za faworyta do zajęcia jego miejsca, jednak w finale 1947 lepszy okazał się Szkot Walter Donaldson. Kolejne lata to seria pojedynków F. Davis-Donaldson o mistrzostwo świata; jeszcze tylko raz, w 1950, triumfował Donaldson, pozostałe mecze wygrywał Davis (mistrz świata 1948, 1949, 1951). Donaldson był także jego przeciwnikiem w pierwszych edycjach nowej formuły mistrzostw, tzw. World Matchplay Championship (1952–1954); również te pojedynki przynosiły tytuły mistrzowskie Davisowi. W latach 1955–1956 Davis zdobył swoje ostatnie tytuły, tym razem jego przeciwnikiem był John Pulman.
Szansę na odzyskanie tytułu, utraconego na rzecz Pulmana w 1957, Davis otrzymał dopiero w 1964; w kolejny raz zmienionej formule walki o tytuł (obrońca stawał do pojedynków z pretendentami) walczył z Pulmanem trzykrotnie – 1964, 1965 i 1966. Wszystkie mecze przegrał.
Po powrocie organizatorów do formuły turniejowej mistrzostw świata jeszcze trzykrotnie dochodził do półfinałów mistrzostw świata, po raz ostatni w 1978; ostatni występ w mistrzostwach zanotował w 1982, w wieku 68 lat, a karierę zakończył dopiero w 1992, kiedy artretyzm uniemożliwiał mu już sprawne poruszanie się przy stole snookerowym. Był w tym momencie, jako 78-latek, prawdopodobnie najstarszym aktywnym sportowcem świata.
Po wprowadzeniu rankingu światowego w 1976 był notowany jako nr 4; pozostawał w czołowej szesnastce do 1981. Jako kapitan reprezentacji Anglii w Pucharze Świata doprowadził zespół do finału tych rozgrywek w 1979.
W 1980 i 1981 zdobył również mistrzostwo świata zawodowców w bilardzie. Za zasługi dla snookera i bilarda otrzymał w 1977 Order Imperium Brytyjskiego.